# Malta Music Awards
Les Malta Music Awards sont une cérémonie annuelle qui récompense des artistes maltais. Ils ont eu lieu pour la première fois le 20 octobre 1995 à Malte.

## Catégories
- Meilleur chanteur
- Meilleure chanteuse
- Meilleur groupe
- Meilleur C.D.
- Meilleure Compilation C.D.
- Meilleur C.D. à Malte
- Meilleur Clip
- Meilleur Compositeur
- Meilleur Auteur
- Meilleur Ingénieur du Son
- Meilleures Paroles pour une chanson maltaise
- Meilleure Pochette de C.D.
- Artiste le/la plus prometteur/euse
- Prix de Musique Classique
- Prix de l'Artiste International
- Récompense pour "l'accomplissement d'une vie"